# جامعة كييتي
جامعة غابرييلي دانونزيو (بالإيطالية: Università G. d'Annunzio - Chieti e Pescara)‏ هي جامعة تقع في كل من كييتي وبيسكارا في إيطاليا. تم تأسيسها في عام 1960 ويتقسم إلى إحدى عشر كلية. يبلغ تعداد الطلاب المنتسبين إلى الجامعة حاليًا ما يزيد على 23000.